# جسر جوي (فلم)
جسر جوي (بالإنجليزية: Airleft) هو فيلم إثارة هندي صدر في سنة 2016. من بطولة أكشاي كومار ونيرمت كاور.

## القصة
تدور أحداث الفيلم حول قصه تستمد من الواقع خلال الغزو العراقي للكويت، حيث يتناول الفيلم أكبر عملية إخلاء جوية للمدنيين في تاريخ البشرية، والتي حدثت في بلد الكويت للمواطنين الهنود في عام 1990 عقب قيام الدولة العراقية باحتلال دولة الكويت.

## وصلات خارجية
- مقالات تستعمل روابط فنية بلا صلة مع ويكي بيانات